# Hacıselimli, Akpınar
Hacıselimli là một xã thuộc huyện Akpınar, tỉnh Kırşehir, Thổ Nhĩ Kỳ. Dân số thời điểm năm 2010 là 117 người.